# Parafia św. Mikołaja Biskupa w Brzozowej
Parafia św. Mikołaja Biskupa w Brzozowej – rzymskokatolicka parafia z siedzibą w Brzozowej, znajdująca się w diecezji tarnowskiej w dekanacie zakliczyńskim w Polsce.

## Historia
Parafia powstała pod koniec XIV w.. Pierwsza wzmianka o jej istnieniu pochodzi z roku 1470.
W 1906 roku Jan Głowacz proboszcz parafii Brzozowa, przepisał w testamencie 46 hektarów, zakupionego za własne oszczędności lasu, na budowę nowego, murowanego kościoła. Jednak do II wojny światowej nie udało się rozpocząć jego budowy. W 1946 roku władze Polski Ludowej znacjonalizowały las i do dzisiaj pozostaje on własnością Skarbu Państwa. Kościołem parafialnym jest XVI-wieczny drewniany kościół św. Mikołaja Biskupa.

## Proboszczowie
| Lista proboszczów parafii Brzozowa                | Lista proboszczów parafii Brzozowa |
| Duszpasterz                                       | Lata pracy                         |
| ------------------------------------------------- | ---------------------------------- |
| ks. Stanisław „Stanislao de Brossowa ecclesiarum” | 1395–1403                          |
| ks. Stanisław                                     | 1593                               |
| ks. Szymon Symonowicz                             | 1630                               |
| ks. Marcin Młyński                                | 1638                               |
| ks. Wojciech Kozikiewicz                          | 1644                               |
| ks. Jerzy Sasakiewicz                             | 1668–1706                          |
| ks. Wojciech Lutorowicz                           | 1706–1729                          |
| ks. Kazimierz Wróblewski                          | 1732–1734                          |
| ks. Sebastian Wiśniowski                          | 1734                               |
| ks. Maciej Bąkowski                               | 1734                               |
| ks. Jakub Tadeusz Kapuściński                     | 1735–1748                          |
| ks. Jan Urbański                                  | 1748                               |
| ks. Mateusz Krapski                               | 1749–1759                          |
| ks. Stanisław Oleksiewicz                         | 1759–1761                          |
| ks. Szymon Lasotowicz                             | 1761–1763                          |
| ks. Franciszek Górski                             | 1764–1779                          |
| ks. Wojciech Moskalewicz                          | 1778                               |
| ks. Stefan Pełczyński                             | 1776–1778                          |
| ks. Franciszek Hayecki                            | 1779–1786                          |
| ks. Jakub Kołka                                   | 1782                               |
| ks. Kazimierz Wątorkiewicz                        | 1782–1784                          |
| ks. Kolumbanus Wójcikowski                        | 1785                               |
| ks. Sebastian Rączkowski                          | 1785–1791                          |
| ks. Hugo Reformatus                               | 1787–1788                          |
| ks. Jan Kucharski                                 | 1788–1789                          |
| ks. Jan Aleksandrowicz                            | 1790–1810                          |
| ks. Jakub Świechowski                             | 1810–1811                          |
| ks. Michał Zabierzowski                           | 1811–1821                          |
| ks. Andrzej Wacławski                             | 1821                               |
| ks. Kacper Grossman                               | 1848                               |
| ks. Jan Kanty Guszkiewicz                         | 1852                               |
| ks. Janusz Pocełowski                             | 1851–1868                          |
| ks. Jan Głowacz                                   | 1868–1908                          |
| ks. Jan Dulian                                    | 1908–1921                          |
| ks. Jan Grzecki                                   | 1921                               |
| ks. Ignacy Chmura                                 | 1921–1937                          |
| ks. Marcin Konicki                                | 1937–1943                          |
| ks. Józef Boduch                                  | 1943–1946                          |
| ks. Władysław Berbeka                             | 1940                               |
| ks. Franciszek Hachaj                             | 1946–1961                          |
| ks. Władysław Wójcik                              | 1954–1956                          |
| ks. Franciszek Dziedzic                           | 1956–1960                          |
| ks. Jan Cyza                                      | 1960–1961                          |
| ks. Edward Laskowski                              | 1961–1996                          |
| ks. Stanisław Wojtas                              | 1996–2024                          |
| ks. Iwan Cabaj                                    | od 10 sierpnia 2024                |